# Prins Hendrik Ende Desespereert Nimmer Combinatie Zwolle 2024-2025
Questa voce raccoglie le informazioni riguardanti il  Prins Hendrik Ende Desespereert Nimmer Combinatie Zwolle  nelle competizioni ufficiali della stagione 2024-2025.

## Stagione
La stagione 2024-2025 vede la 24ª partecipazione alla Eredivisie, la seconda consecutiva per il PEC Zwolle, che conferma in panchina il tecnico Johnny Jansen. L'11 agosto c'è stato l'esordio stagionale per i Blauwvingers, in occasione del match di campionato contro l'Utrecht, perso per 1-0. Dopo tre sconfitte consecutive, il 1º settembre gli uomini di Jansen trovano il primo successo stagionale battendo l'Heracles Almelo per 3-0 al MAC³PARK Stadion.
Il 29 ottobre, all'esordio in coppa d'Olanda, la squadra di Jansen viene eliminata dal N.E.C. ai supplementari col risultato di 4-3. Il 20 dicembre si conclude il girone di andata della Eredivisie, con la squadra impegnata a metà classifica coinvolta nella lotta per non retrocedere. L'11 maggio, con il pari interno per 1-1 contro il Go Ahead Eagles, arriva la salvezza matematica per il club di Zwolle. Il 18 maggio si conclude la stagione del PEC Zwolle, con gli uomini di Jansen che salutano il pubblico casalingo con la vittoria per 2-0 sul Groningen e il raggiungimento del decimo posto in classifica.

## Maglie e sponsor
Lo sponsor tecnico è Adidas, mentre quello ufficiale è il sito di scommesse Circus.nl Sports & Casinò sul davanti e Molecaten sul retro.
|  | Casa |  | Trasferta |  | Terza maglia |

## Organigramma societario
Dal sito internet ufficiale della società.
Area direttiva
- Direttore generale: Xander Czaikowski
- Direttore tecnico: Gerry Hamstra
- Direttore finanziario: Simon Hoekstra

Area tecnica
- Allenatore: Johnny Jansen

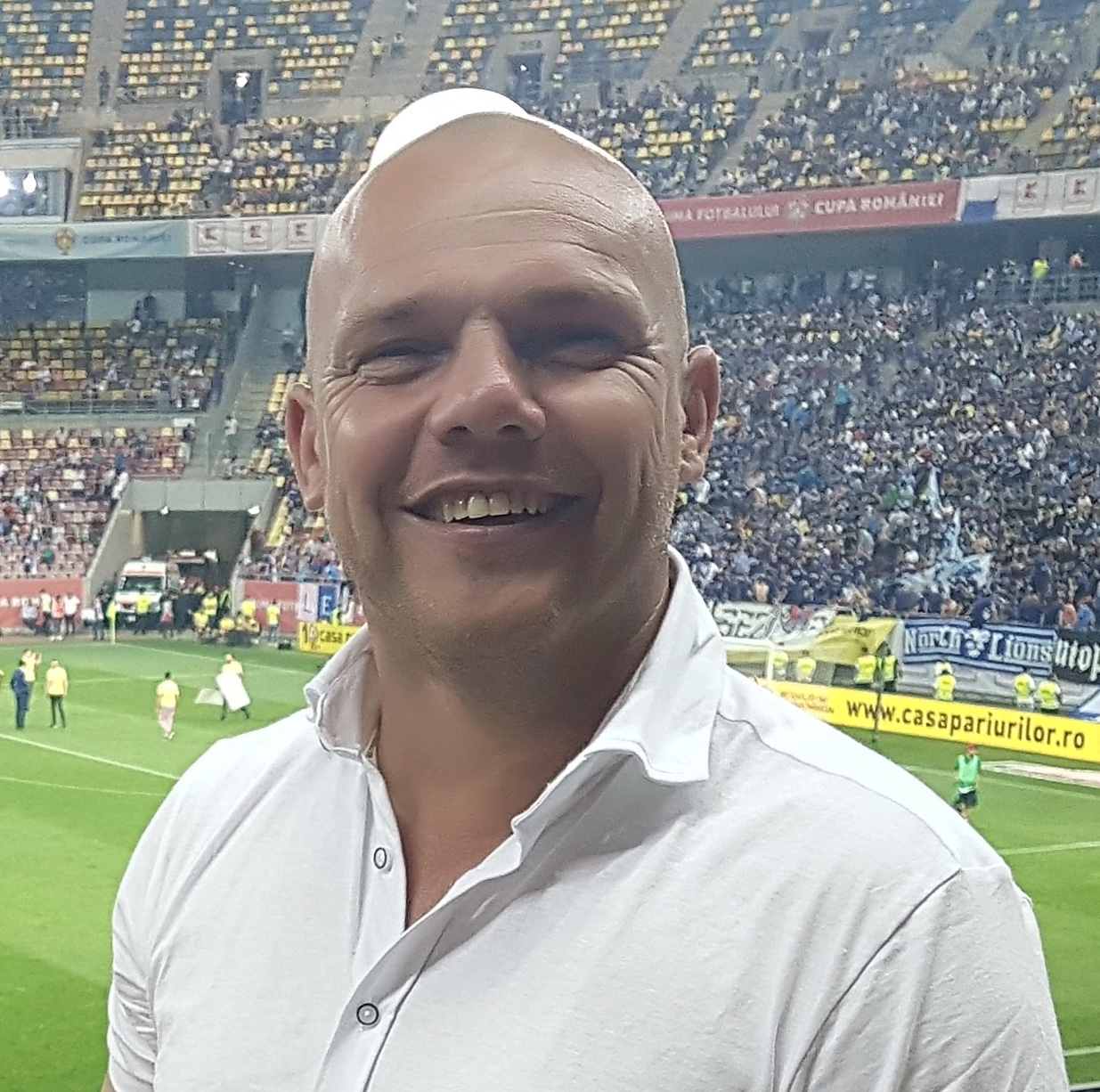
Johnny Jansen, l'allenatore del PEC Zwolle

- Allenatore in seconda: Ronnie Pander
- Allenatore in terza: Henry van der Vegt
- Allenatore dei portieri: Diederik Boer
- Preparatore offensivo: Dwight Blackson
- Preparatore atletico: Jan Borghuis, Jacco van Olst
- Team manager: Isaak Teunis
- Direttore tecnico: Marcel Boudesteyn
- Direttore del settore giovanile: Dennis Bekking

Area medica
- Medici di squadra: Mineke Vegter, Michiel Schouwink
- Fisioterapisti: Suzanne Herpel, Jacco Riemens
- Medico del circolo: Pim van Klij
- Responsabile delle prestazioni: Bram Bembom
- Analista: Brent van Ooijen
- Nutrizionista: Jenny Venema
- Cuoco: Björn Moleman

Area organizzativa
- Direttore finanziario: Edwin Peterman
- Direttore sportivo: Mike Willems
- Responsabile sicurezza: Jan Willem Oldenhuizing
- Segretaria amministrativa e consulente HR: Lisette van der Molen
- Coordinatore eventi: Nicolette Mennega
- Capo dell'amministrazione: Dominique Koopmans
- Assistente amministrativo: Klaas Roeten
- Coordinatore della gestione delle strutture: Anouk Wagenaar

Area marketing
- Direttore area marketing: Rick Schrijver
- Responsabile vendite: Wouter Griekspoor
- Kit manager: Jan de Groot
- Preparatore: Erwin Vloedgraven
- Servizio commerciale: Carola Schoemaker
- Coordinatore Digital, Data & Merchandise: Sem Geerlings

Area comunicazione
- Direttore della comunicazione: Paul Schrijver
- Account manager: Floor Schoonbeek, Rick van Regteren, Sander Buiter
- Organizzazione Concorso e Biglietteria: Janiek Kwakkel
- Responsabile media e contenuti: Nicole Wildeboer
- Creative designer: Stan Wijnbergen
- Addetta al front office: Dembirly Wijngaarde, Maaike Menken

Area scouting
- Osservatore: Ben Hendricks
- Dipendente accademia: Ieke Heetebrij
- Responsabile scouting professionale: Mark Coonen
- Coordinatore scout giovanile: Fons Schutte
- Capo dello scouting giovanile: Martijn Hollewand

## Rosa
Rosa tratta dal sito ufficiale.
| N. |                        | Ruolo | Calciatore                        |
| -- | ---------------------- | ----- | --------------------------------- |
| 1  | Paesi Bassi (bandiera) | P     | Jasper Schendelaar                |
| 2  | Curaçao (bandiera)     | D     | Sherel Floranus                   |
| 3  | Paesi Bassi (bandiera) | D     | Olivier Aertssen                  |
| 4  | Irlanda (bandiera)     | D     | Anselmo García MacNulty           |
| 5  | Belgio (bandiera)      | D     | Thierry Lutonda                   |
| 6  | Paesi Bassi (bandiera) | C     | Anouar El Azzouzi                 |
| 7  | Danimarca (bandiera)   | C     | Younes Namli (capitano)           |
| 9  | Paesi Bassi (bandiera) | A     | Dylan Vente                       |
| 10 | Paesi Bassi (bandiera) | C     | Davy van den Berg (vice capitano) |
| 11 | Belgio (bandiera)      | A     | Dylan Mbayo                       |
| 14 | Grecia (bandiera)      | A     | Apostolos Vellios                 |
| 17 | Stati Uniti (bandiera) | C     | Anthony Fontana                   |
| 18 | Paesi Bassi (bandiera) | C     | Odysseus Velanas                  |
| 21 | Paesi Bassi (bandiera) | A     | Samir Lagsir                      |
| 22 | Paesi Bassi (bandiera) | A     | Kaj de Rooij                      |
| 23 | Paesi Bassi (bandiera) | C     | Eliano Reijnders                  |

| N. |                          | Ruolo | Calciatore          |
| -- | ------------------------ | ----- | ------------------- |
| 25 | Paesi Bassi (bandiera)   | P     | Kenneth Vermeer     |
| 28 | Danimarca (bandiera)     | D     | Simon Graves        |
| 29 | Paesi Bassi (bandiera)   | A     | Thomas Buitink      |
| 30 | Nuova Zelanda (bandiera) | C     | Ryan Thomas         |
| 32 | Paesi Bassi (bandiera)   | D     | Victor Dedes        |
| 33 | Paesi Bassi (bandiera)   | D     | Damian van der Haar |
| 34 | Paesi Bassi (bandiera)   | C     | Nick Fichtinger     |
| 35 | Capo Verde (bandiera)    | C     | Jamiro Monteiro     |
| 37 | Paesi Bassi (bandiera)   | C     | Mohamed Oukhattou   |
| 38 | Paesi Bassi (bandiera)   | C     | Teun Gijselhart     |
| 40 | Paesi Bassi (bandiera)   | P     | Mike Hauptmeijer    |
| 41 | Paesi Bassi (bandiera)   | P     | Duke Verduin        |
| 47 | Paesi Bassi (bandiera)   | D     | Tristan Gooijer     |
| 50 | Bulgaria (bandiera)      | C     | Filip Krăstev       |
| 77 | Ghana (bandiera)         | A     | Braydon Manu        |

## Calciomercato

### Sessione estiva
| Acquisti         | Acquisti         | Acquisti     | Acquisti                    |
| R.               | Nome             | da           | Modalità                    |
| ---------------- | ---------------- | ------------ | --------------------------- |
| D                | Olivier Aertssen | Ajax         | definitivo (0,15 milioni €) |
| D                | Sherel Floranus  | Almere City  | definitivo (0,45 milioni €) |
| D                | Tristan Gooijer  | Ajax         | prestito                    |
| D                | Simon Graves     | Palermo      | prestito                    |
| D                | Thierry Lutonda  | RKC Waalwijk | gratuito                    |
| C                | Jamiro Monteiro  | Gaziantep    | gratuito                    |
| C                | Younes Namli     |              | svincolato                  |
| A                | Thomas Buitink   | Vitesse      | gratuito                    |
| A                | Braydon Manu     | Darmstadt    | gratuito                    |
| A                | Dylan Mbayo      | Kortrijk     | prestito                    |
| A                | Dylan Vente      | Hibernian    | prestito                    |
| Altre operazioni |                  |              |                             |
| R.               | Nome             | da           | Modalità                    |
| D                | Dean Huiberts    | Beerschot VA | fine prestito               |

| Cessioni         | Cessioni                | Cessioni          | Cessioni      |
| R.               | Nome                    | a                 | Modalità      |
| ---------------- | ----------------------- | ----------------- | ------------- |
| D                | Lennart Czyborra        | Genoa             | fine prestito |
| D                | Sam Kersten             | Heerenveen        | gratuito      |
| D                | Thomas Lam              | Apollōn Limassol  | gratuito      |
| D                | Bram van Polen          |                   | ritirato      |
| C                | Zico Buurmeester        | AZ Alkmaar        | fine prestito |
| C                | Silvester van der Water | Cambuur           | fine prestito |
| A                | Divaio Bobson           |                   | svincolato    |
| A                | Ferdy Druijf            | Rapid Vienna      | fine prestito |
| A                | Lennart Thy             | Lion City Sailors | ?             |
| A                | Apostolos Vellios       | Nea Salamis       | gratuito      |
| Altre operazioni |                         |                   |               |
| R.               | Nome                    | a                 | Modalità      |
| D                | Dean Huiberts           | Beerschot VA      | ?             |
| C                | Younes Namli            |                   | svincolato    |

### Sessione invernale
| Acquisti         | Acquisti         | Acquisti         | Acquisti         |
| R.               | Nome             | da               | Modalità         |
| Altre operazioni | Altre operazioni | Altre operazioni | Altre operazioni |
| R.               | Nome             | da               | Modalità         |
| ---------------- | ---------------- | ---------------- | ---------------- |

| Cessioni         | Cessioni          | Cessioni         | Cessioni   |
| R.               | Nome              | a                | Modalità   |
| ---------------- | ----------------- | ---------------- | ---------- |
| C                | Anthony Fontana   |                  | svincolato |
| A                | Braydon Manu      | Osnabrück        | prestito   |
| Altre operazioni |                   |                  |            |
| R.               | Nome              | a                | Modalità   |
| C                | Mohamed Oukhattou | Sparta Rotterdam | prestito   |

## Risultati

### Eredivisie

#### Girone di andata
| Arbitro: | van der Laan |

|            |           |  |
| Romeny 16’ | Marcatori |  |

| Arbitro: | Nijhuis |

|             |           |                                                  |
| Krăstev 87’ | Marcatori | 4’ Paixão 46’ Stengs 51’ Hancko 68’, 71’ Giménez |

| Arbitro: | van der Eijk |

|           |           |  |
| Rober 87’ | Marcatori |  |

| Arbitro: | Gözübüyük |

|                                   |           |  |
| Vente 13’ Mbayo 78’ Krăstev 90+4’ | Marcatori |  |

| Arbitro: | Kamphuis |

|            |           |          |
| Steijn 63’ | Marcatori | 8’ Vente |

| Arbitro: | Oostrom |

|           |           |               |
| Vente 66’ | Marcatori | 6’, 51’ Sadiq |

| Arbitro: | van der Eijk |

|                     |           |  |
| Lawrence 78’ (aut.) | Marcatori |  |

| Arbitro: | Kooij |

|            |           |                 |
| Rallis 10’ | Marcatori | 3’ van den Berg |

| Arbitro: | Manschot |

|              |           |                   |
| de Rooij 81’ | Marcatori | 54’, 78’ Ómarsson |

| Arbitro: | Dieperink |

|                                                                       |           |  |
| Pepi 9’, 58’ Lang 40’ Tillman 50’ Schendelaar 71’ (aut.) Bakayoko 89’ | Marcatori |  |

| Arbitro: | Nijhuis |

|                            |           |                               |
| Edvardsen 47’ Llansana 67’ | Marcatori | 20’ van den Berg 25’ Monteiro |

| Arbitro: | van de Graaf |

|                                 |           |                     |
| Mbayo 53’, 67’ van den Haar 57’ | Marcatori | 33’ (rig.) Bullaude |

| Arbitro: | Bos |

|                        |           |  |
| Brobbey 27’ Šutalo 63’ | Marcatori |  |

| Arbitro: | Oostrom |

|              |           |  |
| Monteiro 57’ | Marcatori |  |

| Groninga 8 dicembre 2024, ore 12:15 CET 15ª giornata | Groningen | 0 – 0 referto | PEC Zwolle | Euroborg (22 165 spett.)\| Arbitro: \| Manschot \| |
| Arbitro:                                             | Manschot  |               |            |                                                    |

| Arbitro: | Kooij |

|  |           |              |
|  | Marcatori | 11’ Meerveld |

| Arbitro: | van de Graaf |

|            |           |                  |
| Zawada 10’ | Marcatori | 41’ (rig.) Vente |

#### Girone di ritorno
| Arbitro: | Higler |

|  |           |           |
|  | Marcatori | 23’ Ogawa |

| Arbitro: | Manschot |

|                             |           |              |
| Krăstev 2’, 38’ Vente 90+4’ | Marcatori | 25’ Bakayoko |

| Arbitro: | van Boekel |

|              |           |                                                    |
| Mitrović 54’ | Marcatori | 12’, 60’ (rig.) Vente 33’ van den Berg 80’ Krăstev |

| Arbitro: | Kooij |

|                                 |           |                                       |
| Vente 18’, 70’ van den Berg 44’ | Marcatori | 55’ Descotte 59’ Fraulo 83’ Viergever |

| Arbitro: | van der Eijk |

|                       |           |  |
| Wolfe 41’ Parrott 56’ | Marcatori |  |

| Arbitro: | Oostrom |

|           |           |                 |
| Vente 11’ | Marcatori | 58’ Jahanbakhsh |

| Arbitro: | Vos |

|                                                               |           |                              |
| De Keersmaecker 8’ (rig.) Bruns 44’ Talvitie 58’ Hornkamp 63’ | Marcatori | 9’ Vente 32’ García MacNulty |

| Arbitro: | Nijhuis |

|  |           |                   |
|  | Marcatori | 61’ (rig.) Taylor |

| Arbitro: | Dieperink |

|               |           |              |
| Lauritsen 51’ | Marcatori | 48’ Aertssen |

| Arbitro: | Makkelie |

|                              |           |  |
| Vente 74’ (rig.) Krăstev 83’ | Marcatori |  |

| Arbitro: | Kooij |

|                      |           |                          |
| Jasim 67’ Kadile 71’ | Marcatori | 24’ El Azzouzi 31’ Vente |

| Arbitro: | Blank |

|                  |           |                     |
| van der Haar 62’ | Marcatori | 78’ Van Hoorenbeeck |

| Arbitro: | Higler |

|                                         |           |  |
| Ueda 14’ Milambo 22’ I. Paixão 25’, 79’ | Marcatori |  |

| Arbitro: | Nagtegaal |

|               |           |                                    |
| Kostorz 90+2’ | Marcatori | 54’ Namli 83’ Velanas 90’ de Rooij |

| Arbitro: | Kooij |

|           |           |               |
| Namli 64’ | Marcatori | 49’ Linthorst |

| Arbitro: | Gözübüyük |

|           |           |                         |
| Bosch 72’ | Marcatori | 26’ Namli 79’ Reijnders |

| Arbitro: | Nijhuis |

|                     |           |  |
| Namli 44’ Mbayo 68’ | Marcatori |  |

### Coppa d'Olanda
| Arbitro: | Hensgens |

|                                         |           |                                            |
| Hansen 62’ Shiogai 89’, 103’ Ogawa 106’ | Marcatori | 17’ Monteiro 68’ Vente 116’ (rig.) Buitnik |

## Statistiche

### Statistiche di squadra
| Competizione | Punti | In casa | In casa | In casa | In casa | In casa | In casa | In trasferta | In trasferta | In trasferta | In trasferta | In trasferta | In trasferta | Totale | Totale | Totale | Totale | Totale | Totale | DR |
| Competizione | Punti | G       | V       | N       | P       | Gf      | Gs      | G            | V            | N            | P            | Gf           | Gs           | G      | V      | N      | P      | Gf     | Gs     | DR |
| ------------ | ----- | ------- | ------- | ------- | ------- | ------- | ------- | ------------ | ------------ | ------------ | ------------ | ------------ | ------------ | ------ | ------ | ------ | ------ | ------ | ------ | -- |
| Eredivisie   | 41    | 17      | 7       | 4       | 6       | 24      | 20      | 17           | 3            | 7            | 7            | 29           | 31           | 34     | 10     | 11     | 13     | 43     | 51     | -8 |
| KNVB Beker   | -     | -       | -       | -       | -       | -       | -       | 1            | 0            | 0            | 1            | 3            | 4            | 1      | 0      | 0      | 1      | 3      | 4      | -1 |
| Totale       | -     | 17      | 7       | 4       | 6       | 24      | 20      | 18           | 3            | 7            | 8            | 22           | 35           | 35     | 10     | 11     | 14     | 46     | 55     | -9 |

### Andamento in campionato
| Giornata  | 1  | 2  | 3  | 4  | 5  | 6  | 7  | 8  | 9  | 10 | 11 | 12 | 13 | 14 | 15 | 16 | 17 | 18 | 19 | 20 | 21 | 22 | 23 | 24 | 25 | 26 | 27 | 28 | 29 | 30 | 31 | 32 | 33 | 34 |
| --------- | -- | -- | -- | -- | -- | -- | -- | -- | -- | -- | -- | -- | -- | -- | -- | -- | -- | -- | -- | -- | -- | -- | -- | -- | -- | -- | -- | -- | -- | -- | -- | -- | -- | -- |
| Luogo     | T  | C  | T  | C  | T  | C  | C  | T  | C  | T  | T  | C  | T  | C  | T  | C  | T  | C  | C  | T  | C  | T  | C  | T  | C  | T  | C  | T  | C  | T  | T  | C  | T  | C  |
| Risultato | P  | P  | P  | V  | N  | P  | V  | N  | P  | P  | N  | V  | P  | V  | N  | P  | N  | P  | V  | V  | N  | P  | N  | P  | P  | N  | V  | N  | N  | P  | V  | N  | V  | V  |
| Posizione | 15 | 17 | 17 | 13 | 12 | 15 | 13 | 14 | 15 | 16 | 16 | 14 | 14 | 12 | 13 | 14 | 13 | 13 | 13 | 13 | 12 | 13 | 13 | 14 | 14 | 14 | 14 | 14 | 14 | 15 | 14 | 14 | 13 | 10 |

Legenda:

Luogo: C = Casa; T = Trasferta. Risultato: V = Vittoria; N = Pareggio; P = Sconfitta.

### Statistiche dei giocatori
In corsivo i calciatori che hanno lasciato la squadra a stagione in corso.
| Giocatore          | Eerste Divisie | Eerste Divisie | Eerste Divisie | Eerste Divisie | Coppa d'Olanda | Coppa d'Olanda | Coppa d'Olanda | Coppa d'Olanda | Totale   | Totale | Totale      | Totale     |
| Giocatore          | Presenze       | Reti           | Ammonizioni    | Espulsioni     | Presenze       | Reti           | Ammonizioni    | Espulsioni     | Presenze | Reti   | Ammonizioni | Espulsioni |
| ------------------ | -------------- | -------------- | -------------- | -------------- | -------------- | -------------- | -------------- | -------------- | -------- | ------ | ----------- | ---------- |
| O. Aertssen        | 20             | 1              | 0              | 0              | 1              | 0              | 0              | 0              | 21       | 1      | 0           | 0          |
| T. Buitink         | 13             | 0              | 0              | 0              | 1              | 1              | 1              | 0              | 14       | 1      | 1           | 0          |
| K. de Rooij        | 21             | 2              | 3              | 0              | 1              | 0              | 1              | 0              | 22       | 2      | 4           | 0          |
| A. El Azzouzi      | 33             | 1              | 6              | 0              | 1              | 0              | 1              | 0              | 34       | 1      | 7           | 0          |
| N. Fichtinger      | 22             | 0              | 4              | 0              | 1              | 0              | 0              | 0              | 23       | 0      | 4           | 0          |
| S. Floranus        | 22             | 0              | 2              | 0              | 1              | 0              | 1              | 0              | 23       | 0      | 3           | 0          |
| A. Fontana         | 0              | 0              | 0              | 0              | 0              | 0              | 0              | 0              | 0        | 0      | 0           | 0          |
| A. García MacNulty | 34             | 1              | 2              | 0              | 1              | 0              | 0              | 0              | 35       | 1      | 2           | 0          |
| T. Gijselhart      | 2              | 0              | 0              | 0              | 0              | 0              | 0              | 0              | 2        | 0      | 0           | 0          |
| T. Gooijer         | 1              | 0              | 0              | 0              | 0              | 0              | 0              | 0              | 1        | 0      | 0           | 0          |
| S. Graves          | 27             | 0              | 1              | 0              | 0              | 0              | 0              | 0              | 27       | 0      | 1           | 0          |
| M. Hauptmeijer     | 4              | -6             | 0              | 0              | 0              | -0             | 0              | 0              | 4        | -6     | 0           | 0          |
| F. Krăstev         | 31             | 6              | 5              | 0              | 1              | 0              | 0              | 0              | 32       | 6      | 5           | 0          |
| S. Lagsir          | 2              | 0              | 0              | 0              | 0              | 0              | 0              | 0              | 2        | 0      | 0           | 0          |
| T. Lutonda         | 11             | 0              | 3              | 1              | 1              | 0              | 0              | 0              | 12       | 0      | 3           | 1          |
| B. Manu            | 2              | 0              | 0              | 0              | 1              | 0              | 0              | 0              | 3        | 0      | 0           | 0          |
| D. Mbayo           | 34             | 4              | 2              | 0              | 1              | 0              | 0              | 0              | 35       | 4      | 2           | 0          |
| J. Monteiro        | 28             | 2              | 5              | 0              | 1              | 1              | 0              | 0              | 29       | 3      | 5           | 0          |
| Y. Namli           | 18             | 4              | 0              | 1              | 0              | 0              | 0              | 0              | 18       | 4      | 0           | 1          |
| M. Oukhattou       | 0              | 0              | 0              | 0              | 0              | 0              | 0              | 0              | 0        | 0      | 0           | 0          |
| E. Reijnders       | 21             | 1              | 1              | 0              | 1              | 0              | 0              | 0              | 22       | 1      | 1           | 0          |
| J. Schendelaar     | 30             | -46            | 0              | 0              | 1              | -4             | 0              | 0              | 31       | -50    | 0           | 0          |
| R. Thomas          | 17             | 0              | 4              | 0              | 0              | 0              | 0              | 0              | 17       | 0      | 4           | 0          |
| D. van den Berg    | 32             | 4              | 6              | 1              | 1              | 0              | 0              | 0              | 33       | 4      | 6           | 1          |
| D. van der Haar    | 29             | 2              | 1              | 0              | 0              | 0              | 0              | 0              | 29       | 2      | 1           | 0          |
| O. Velanas         | 29             | 1              | 1              | 0              | 1              | 0              | 0              | 0              | 30       | 1      | 1           | 0          |
| A. Vellios         | 1              | 0              | 0              | 0              | -              | -              | -              | -              | 1        | 0      | 0           | 0          |
| D. Vente           | 30             | 13             | 3              | 0              | 1              | 1              | 0              | 0              | 31       | 14     | 3           | 0          |
| D. Verduin         | 0              | -0             | 0              | 0              | 0              | -0             | 0              | 0              | 0        | -0     | 0           | 0          |
| K. Vermeer         | 0              | -0             | 0              | 0              | 0              | -0             | 0              | 0              | 0        | -0     | 0           | 0          |